# Justizanstalt Graz-Karlau

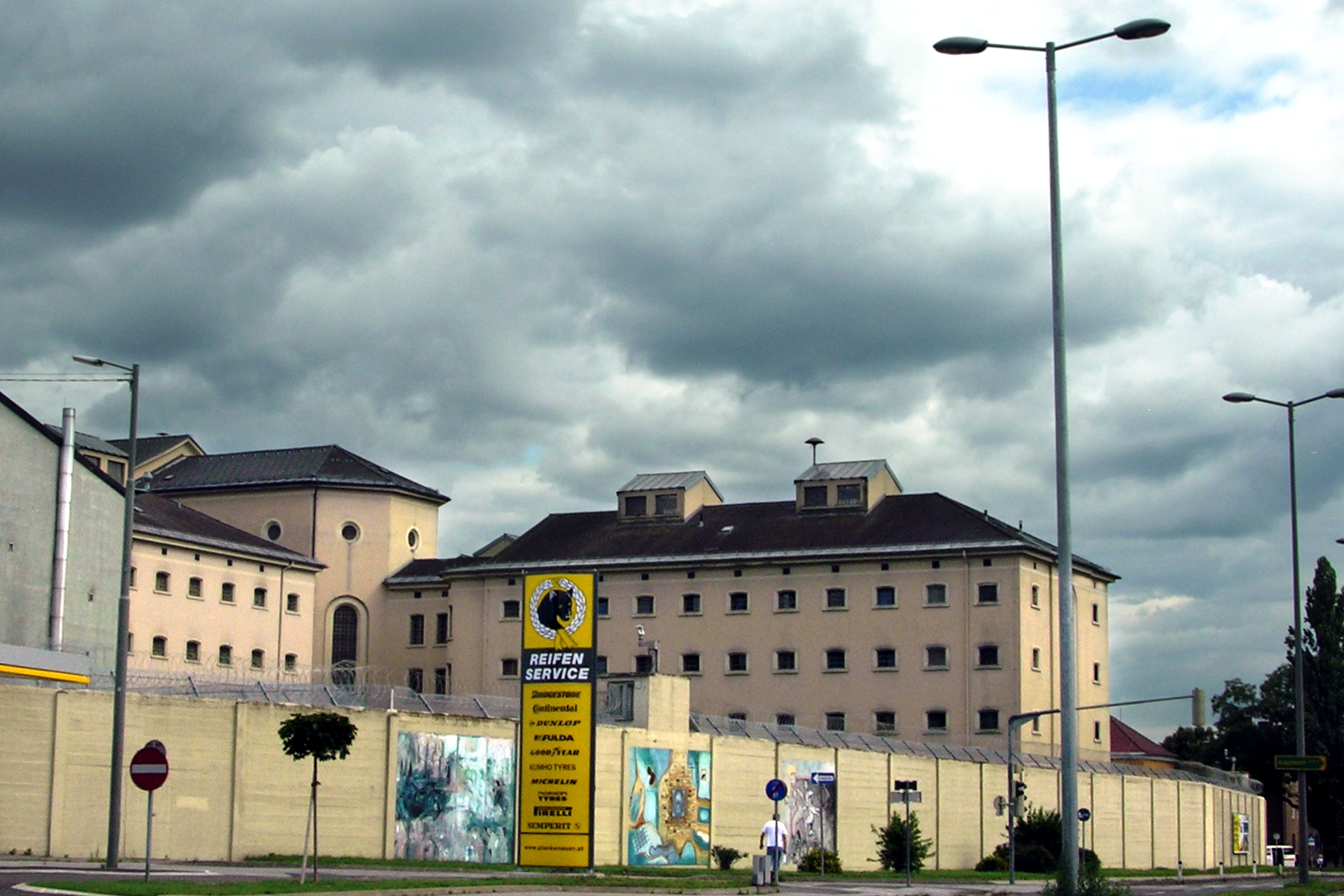
West-Mauer (Triester Straße) mit einzelnen Malereien (2008)

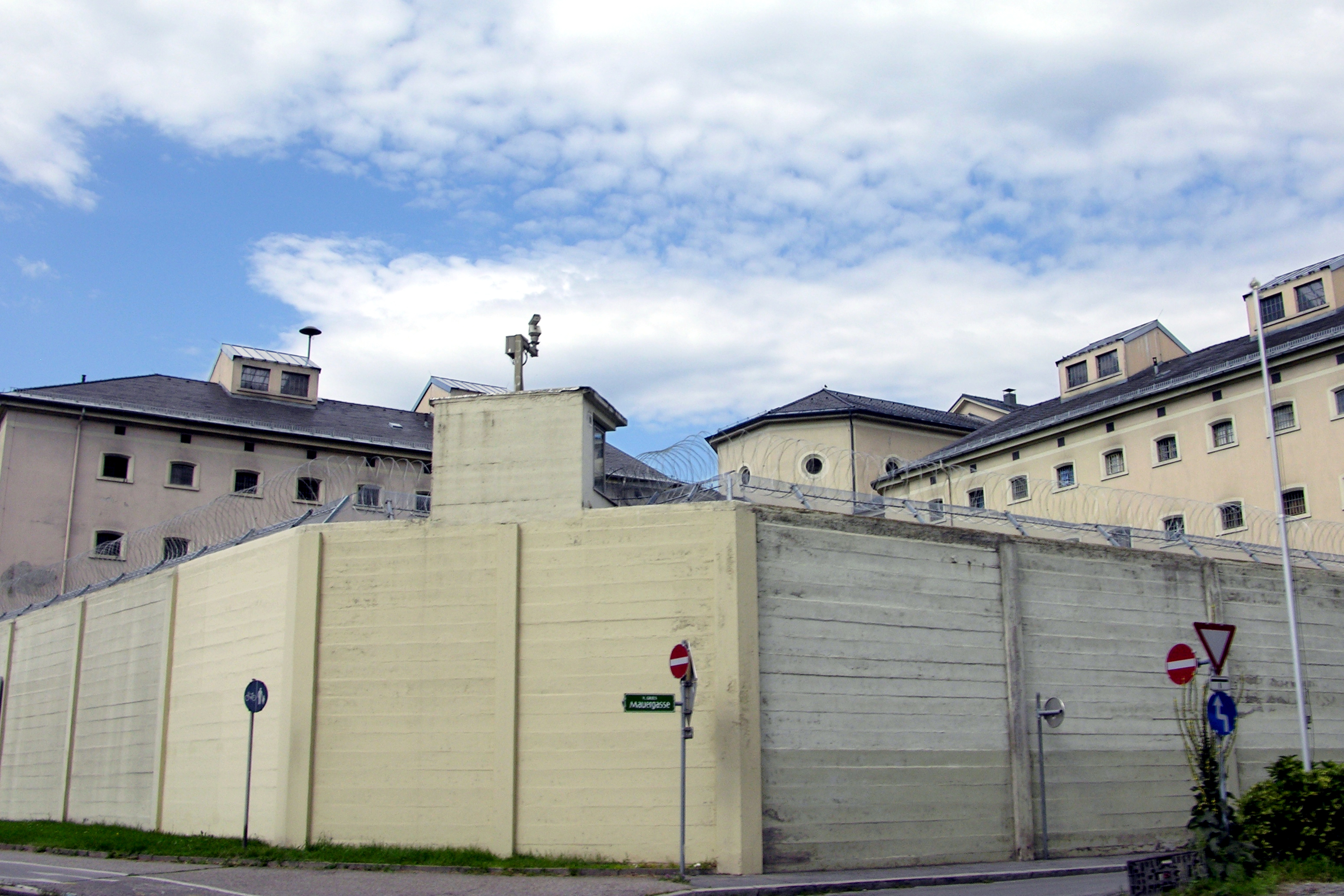
Außenmauer, SW-Eck (Triester Straße Ecke Mauergasse) (2008)

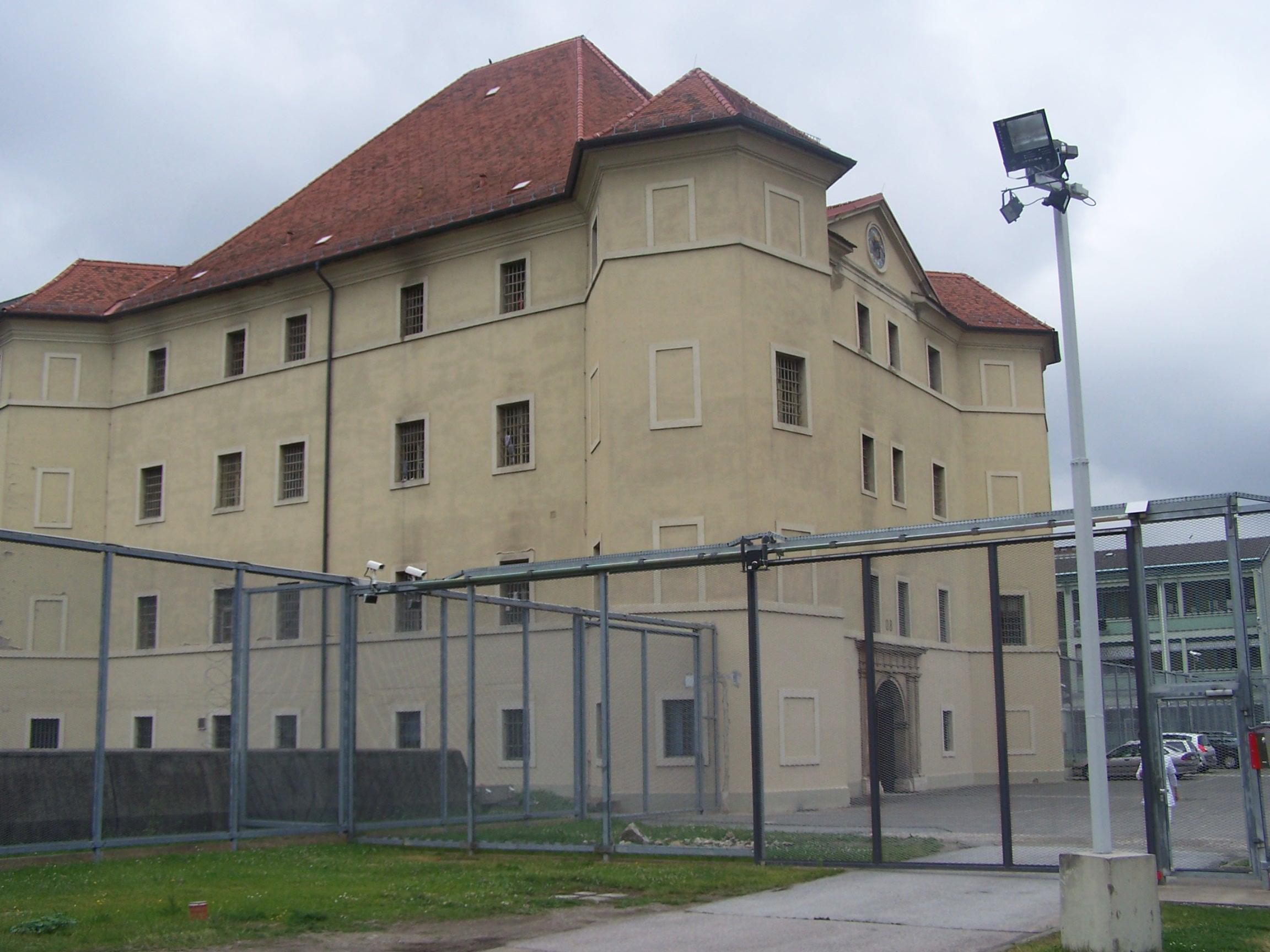
Einfahrtstor (im Süden: Mauergasse) (2008) (ehemaliges Schloss Karlau)

Die Justizanstalt Graz-Karlau ist eine österreichische Strafvollzugsanstalt im 5. Grazer Stadtbezirk Gries. Sie ist eine von zwei Justizanstalten im Gemeindegebiet der Stadt Graz in der Steiermark. Mit einer Kapazität von 522 Haftplätzen ist die Justizanstalt die drittgrößte Strafvollzugseinrichtung in Österreich. 2022 begann ein Umbau, dessen erste Phase im März 2023 und dessen 3. und letzte Phase 2025 abgeschlossen soll. Die Zellen werden durch Umbau kleiner, sollen dann nur mehr einfach (statt bisher drei- bis vierfach belegt sein). Die Häftlingszahl war vor dem Umbau 560, für die Arbeiten am Zellentrakt A wurden 93 davon verlagert. Die Kapazität soll um 30 Plätze sinken.

## Konzeption
Generell kann die Justizanstalt als Strafvollzugsanstalt Häftlinge mit Freiheitsstrafen von über 18 Monaten Gesamtdauer aufnehmen. Das österreichische Strafvollzugssystem sieht allerdings für die Haftanstalt den Vollzug von mittel- bis langstrafigen Freiheitsstrafen vor. So werden in der ca. 67.500 m² großen, im Volksmund schlicht „Karlau“ genannten Justizanstalt männliche Häftlinge untergebracht, die Haftstrafen von über drei Jahren bis Lebenslang zu verbüßen haben. Weiters werden in dem Gefängnis seit 1987 Inhaftierte des Maßnahmenvollzugs gegen zurechnungsfähige, geistig abnorme Rechtsbrecher (§ 21 Abs. 2 StGB) untergebracht. Derzeit werden 67 männliche Untergebrachte in drei Maßnahmenabteilungen angehalten.
Zum Stichtag 1. September 2008 waren in der Justizanstalt Graz-Karlau 533 Häftlinge inhaftiert (davon 456 Strafgefangene). Dies entsprach einer durchschnittlichen Auslastung von 102,11 %. Die Justizanstalt war damit eine der am stärksten ausgelasteten Hafteinrichtungen Österreichs. Den Inhaftierten stand zum 30. August 2007 ein Gesamtstand von 189 Justizwachebeamten gegenüber, was die drittgrößte Anzahl an Wachebeamten in einer Justizanstalt darstellte.

## Sicherungseinrichtungen

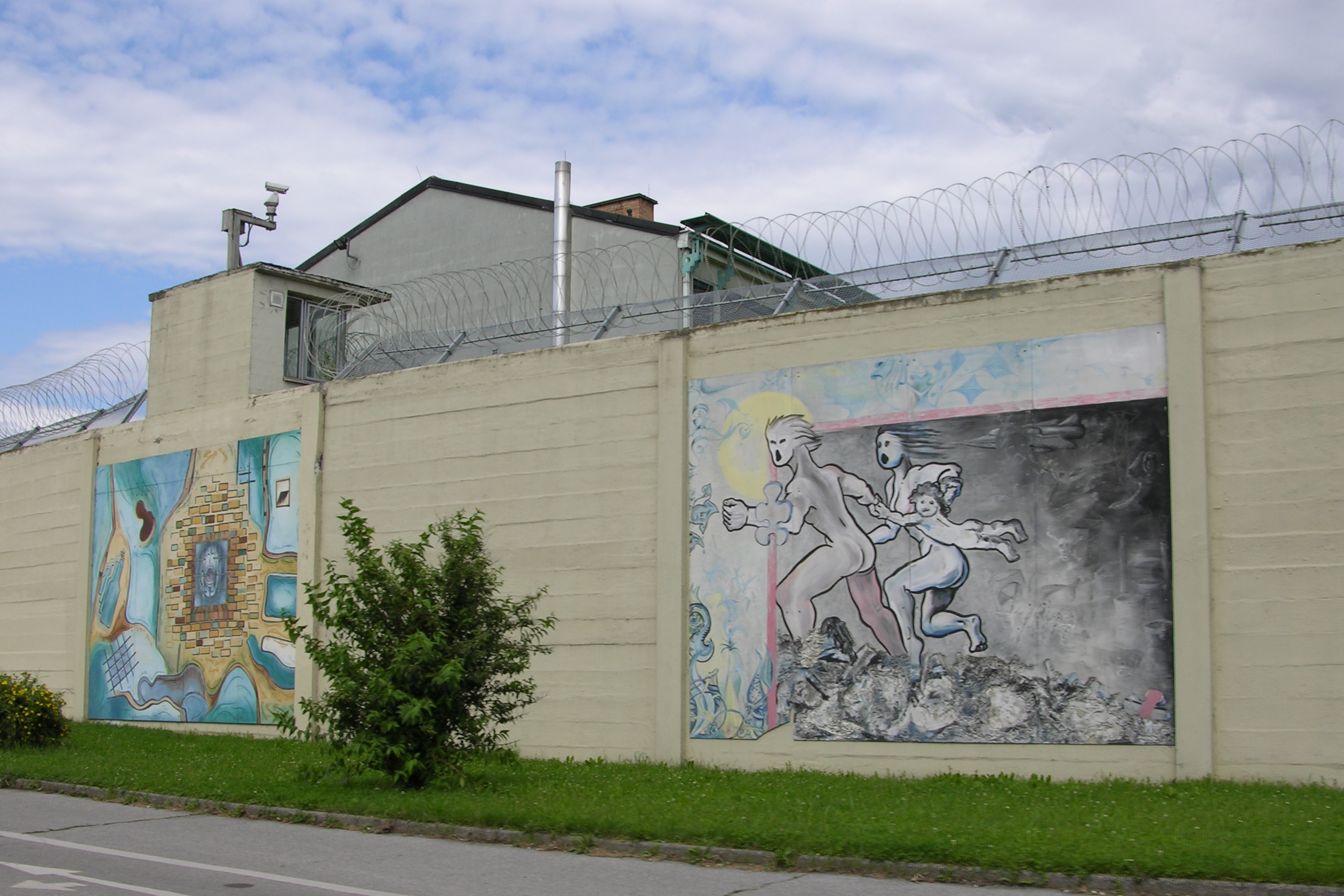
Stacheldrahtbewehrte Außenmauer (Westen: Triester Straße) mit Videoüberwachung und Gemälden (2008)

In vielen Bereichen verfügt die Justizanstalt Graz-Karlau über restriktivere Sicherheitsstandards als andere österreichische Hafteinrichtungen. Dies ist zum einen auf den Aspekt der Langstrafigkeit zurückzuführen, mit dem die Häftlinge in Graz-Karlau in der Regel konfrontiert sind, zum anderen aber auch auf die besondere Gefährlichkeit, die von diesen Insassen ausgeht. Die nach außenhin sichtbarste Sicherungseinrichtung der Justizanstalt stellt die etwa 1000 Meter lange, stacheldrahtbewehrte und videoüberwachte Außenmauer dar. Innerhalb des Gefängnisses wird die Sicherheit mithilfe von 128 Überwachungskameras, Bewegungsmeldern und einem elektronischen Überwachungssystem gewährleistet. Die Gänge der Justizanstalt, in denen sich auch die Gefangenen während ihrer Freizeit teilweise frei bewegen können, sind in regelmäßigen Abständen durch Gitter abgetrennt. In den Einzelzellen, in welchen die Gefangenen untergebracht sind, sind teilweise Audiomonitoring-Systeme installiert, über die Justizwachebeamte per Ruf den Alarm auslösen können. Zusätzlich gibt es auch doppelt gesperrte Hafträume zur Unterbringung von besonders gefährlichen Insassen.

### Anstaltsmauer
Durch verschiedentlich gestaltete künstlerische Bemalung der hohen aus Betonelementen zwischen Führungssäulen aufgebauten Begrenzungsmauer tritt die Anstalt zumindest seit 2008 ästhetisch in Erscheinung. Während bisher einzelne bis viele der etwa sieben Meter breiten Felder Einzelbilder trugen, wurde am 12. Dezember 2013 eine nur aus schwarzen Punkten aufgebaute durchgehende Bemalung der weiß gefärbelten Nord- und Westfassade eröffnet. Der Grazer Künstler Viktor Kröll erarbeitete Opus Magnum 13 beidhändig und wurde von Helfern sowie Insassen und Leitung der Anstalt unterstützt. Das mit gut 300 m Länge „wahrscheinlich längste Wandbild Österreichs“, so das Institut für Kunst im Öffentlichen Raum, wirkt vor allem auf die zahlreichen Menschen, die hier die Triester Straße passieren.

## Geschichte
Erzherzog Karl II. ließ in den Murauen ein Jagdschloss als Sommerresidenz im Renaissancestil erbauen. Das Schloss wurde zuerst „Schloss Dobel“ genannt, jedoch wegen der Namensähnlichkeit mit dem in Tobel befindlichen Jagdschloss „Tobel“, in „Karl-Au“ umbenannt. Unter Kaiser Franz II.(I.) wurde es 1794 zur Unterbringung französischer Kriegsgefangener eingesetzt. 1803 wurde das Schloss Karlau Provinzialstrafhaus für Häftlinge mit Strafen von bis zu zehn Jahren Freiheitsentzug. 
Im Jahre 1805 wurde die Stadt Graz von den Franzosen besetzt. Die bis dahin in der Zitadelle und in den Kasematten des Schlossberges verwahrten Schwerverbrecher wurden in das Strafhaus Karlau verlegt. 1820 wurde erstmals ein Zubau in westlicher Richtung an das Schloss angefügt. 1869 bis 1872 wurde ein dreiflügeliges Zellengefängnis errichtet. Die drei Flügel des Zellenhauses laufen in einem Achsenkreuz zusammen, in dessen Schnittpunkt sich ein Zentralturm befindet. Gegen Ende des Zweiten Weltkrieges wurde die Anstalt zweimal bombardiert, wobei 14 Wachbeamte und 107 Gefangene ums Leben kamen.
Im Jahr 1946 unterrichtete der britische chief executioner Albert Pierrepoint in der Strafanstalt Karlau einen österreichischen Henker sowie zwei Gehilfen in der Hinrichtung durch den „langen Fall“ beim Galgen. Bis zu diesem Zeitpunkt waren Hinrichtungen in Österreich durch den „kurzen Fall“ durchgeführt worden, was oft zum qualvollen Erstickungstod der Delinquenten führte. Nach der Unterweisung durch Pierrepoint gestattete das österreichische Justizministerium den Exekutionsbeamten auf Anfrage hin, zukünftig alle Exekutionen mittels des „langen Falles“ durchzuführen. Diese Methode wurde für Hinrichtungen unter britischem Besatzungsrecht verwendet, während bis zur Abschaffung der Todesstrafe in Österreich am 30. Juni 1950 die Todesurteile österreichischer Gerichte weiterhin am Würgegalgen vollzogen wurden.
Am 18. November 1991 wurde in der Strafvollzugsanstalt Graz die erste Außenstelle der Österreichischen Justizwachschule eingerichtet. Am 1. November 1993 wurde die ehemals als Strafvollzugsanstalt Graz bezeichnete Anstalt in Justizanstalt Graz-Karlau umgetauft. Sie beherbergte oder beherbergt unter anderem den Serienmörder Jack Unterweger, den Brief- und Rohrbombenattentäter Franz Fuchs, den sechsfachen Mörder Udo Proksch, den mutmaßlichen Serienmörder Wolfgang Ott oder den am Terroranschlag am Flughafen Wien-Schwechat beteiligten Tawfik Ben Ahmed Chaovali.
Ende des Jahres 2020 kündigte das Justizministerium an, dass die Haftanstalt in den darauffolgenden Jahren generalsaniert werde. Die geplanten Sanierungskosten von 25,98 Millionen Euro sollten in eine Generalsanierung von Räumlichkeiten und Einrichtungen sowie die technische Modernisierung von Elektro-, Heizungs-, Belüftungs- und Sanitärinstallationen sowie Brandschutzeinrichtungen und Sicherheitstechnik fließen.

### Besondere Ereignisse
- Am 2. August 1989 gelang dem Raubmörder Juan Carlos Bresofsky-Chmelir trotz strengster Sicherheitsvorkehrungen die Flucht aus Karlau. Nach drei Einbruchsdiebstählen, bei denen er Nahrung für seine Flucht erbeutete, hielt er ein vorbeifahrendes Fahrzeug an, nahm die Fahrerin als Geisel und nötigte die Frau mit vorgehaltenem Messer bis nach Klagenfurt zu fahren, wo er sie zunächst sechsmal vergewaltigte und schließlich gehen ließ. In Klagenfurt wurde er in der Folge auch wieder verhaftet. Chmelir war nach Karlau gekommen, da es ihm in der JA Garsten gelang, bis auf das Dach der Gefängniskirche vorzudringen und dort zwei Tage lang im Sitzstreik auszuharren um die Schwächen des Justizvollzugs aufzuzeigen. Nach einem Aufenthalt in der Justizanstalt Stein, befand er sich von 2004 bis 2009 wieder in der Justizanstalt Garsten und wurde anschließend mit 11. Februar 2009 wiederum in der Justizanstalt Graz-Karlau untergebracht. Mit über 50 Gefängnisjahren ist er einer der am längsten in Österreich inhaftierten Verurteilten (Stand: April 2021).[7][8]

- Am 5. November 1993 wurde dem verurteilten Sexualmörder Karl Otto Haas, trotz Ablehnung durch das Gericht, ein therapeutischer Freigang gestattet. Noch am selben Tag erstach er den 13-jährigen Sohn seiner ehemaligen Lebensgefährtin und attackierte eine Frau in der Nähe von Innsbruck, die schwer verletzt überlebte. Auf der anschließenden Flucht wurde er von der Polizei erschossen. Der Vorfall erregte österreichweit großes Aufsehen und hatte Auswirkungen auf Freigänge und bedingte Entlassungen.

- Am 14. November 1996 kam es im Gefängnis während der sogenannten Ausspeise zu einer Geiselnahme. Dabei wurden drei Frauen durch drei Schwerverbrecher als Geiseln genommen und zwei Justizwachebeamte schwer verletzt. Die drei Kriminellen Adolf Schandl, Tawfik Ben Ahmed Chaovali und Peter Grossauer forderten Lösegeld und einen Hubschrauber. Nach knapp neun Stunden befreite das Einsatzkommando Cobra die Geiseln und überwältigte die Täter. Danach wurden die Sicherheits- und Haftbedingungen verschärft.[9] Das Thema wurde im Jahr 2022 Grundlage für den Kinofilm Taktik unter der Regie von Marion Mitterhammer.[10]

- Dem zu lebenslanger Freiheitsstrafe verurteilten Bombenattentäter Franz Fuchs gelang es am 26. Februar 2000 sich in seiner Einzelzelle trotz seiner Armprothesen mit dem Kabel eines Rasierapparates zu erhängen. Die genauen Umstände des Suizids sowie die schon zuvor umstrittene Einzeltätertheorie führten zu zahlreichen Spekulationen und großem Medieninteresse in der Öffentlichkeit.

- Ein zu lebenslanger Haft verurteilter Mörder und Räuber beantragte am 28. Februar 2001 die Ermöglichung von Sexualkontakten mit seiner Ehefrau. Die Angelegenheit wanderte bis ins Justizministerium. Dort beschied man dem gelernten Maler und Anstreicher, dass er kein Recht auf „Fortsetzung der Geschlechtsgemeinschaft“ habe.

- Am 1. Juli 2004 versteckte sich der mutmaßliche Serienmörder Wolfgang Ott in einer Kiste, die mit Schnappscharnieren gesichert war und ließ sich von Mithäftlingen auf den anstaltseigenen LKW laden, der ins Außenlager Lankowitz hätte fahren sollen. Der Fluchtversuch scheiterte an den aufmerksamen Beamten der Torwache. Diese kontrollierten Kfz und Kiste und holten Ott aus seinem Verschlag. Unklar blieb, ob sein Fluchtversuch durch die ihm gewährten Vergünstigungen erleichtert wurde. Sein Fluchtversuch führte zur Installierung eines Pulsfrequenzmessgerätes im Schleusenbereich.

- Im Januar 2006 entführte ein 43-jähriger Steirer, der wegen Betrugs seine Haftstrafe in Karlau verbüßte, seinen Sohn und versuchte Richtung Salzburg zu flüchten. Eine Zivilstreife entdeckte den Wagen des Mannes schließlich auf einem Parkplatz im Pongau. Als der 43-Jährige die Polizisten bemerkte, raste er im dichten Urlauberverkehr mit hohem Tempo gegen die Wand einer Rettungsnische im Schönbergtunnel und starb zusammen mit seinem 15 Monate alten Sohn.[11] Nur knapp einen Monat später wurde ein 34-jähriger Steirer, der wegen Einbruchsdiebstählen eine mehrjährige Haftstrafe zu verbüßen hatte, überführt während seiner Freigänge zwischen Februar 2005 und Januar 2006 mindestens 22 Einbrüche begangen zu haben, wobei er einen Schaden von ca. 150.000 € verursachte. Wegen dieser beiden Fälle innerhalb kürzester Zeit wurde eine Verschärfung des Strafvollzugs gefordert.

- Im Oktober 2006 ließ sich ein Insasse von Mithäftlingen in einem Paket mit Plastikfolie einschweißen und auf einem LKW aufgeladen aus dem Gefängnis fahren. In Freiheit schnitt er sich aus dem Paket und der LKW-Plane frei und flüchtete. Der 36-Jährige hätte wegen zahlreicher Einbruchsdiebstähle noch eine mehrjährige Haftstrafe zu verbüßen gehabt. Er konnte knapp einen Monat später in der Nähe des Grazer Augartens wieder festgenommen werden. Es wurde eine Untersuchung eingeleitet.[12]

- Im November 2010 kehrte ein wegen Gewaltdelikten verurteilter Häftling von einem Freigang nicht in die Haftanstalt zurück und attackierte mit einem Fixiermesser und einem Kabel eine Prostituierte in Graz, die dabei lebensgefährlich verletzt wurde. Erst nach einer Woche konnte der 48-Jährige in Niederösterreich gestellt und verhaftet werden. Ein während seiner Fluchtzeit begangener Raubmord an einer Pensionistin, etwa 30 km vom Festnahmeort entfernt, wurde ihm ebenfalls angelastet, konnte ihm jedoch bisher nicht nachgewiesen werden. Im Fall der verletzten Prostituierten legte er bereits ein Geständnis ab.

- Im März 2017 wurde wegen erhöhter Antimonwerte im Blut von Beamten, die den Schießstand in der JA Karlau genutzt haben, dieser bis auf Weiteres geschlossen. Antimon kann als Legierungsbestandteil von Bleigeschoßen in die Luft gelangen.[13]

- Im Juni 2017 tötete ein verurteilter Mörder einen ebenfalls wegen Mordes verurteilten 34-jährigen Mithäftling im gemeinsamen Haftraum durch Schläge mit einem Tischfuß, den er zuvor aus der Anstaltstischlerei entwendet hatte. Der Täter wurde daraufhin erneut wegen Mordes zu Lebenslanger Freiheitsstrafe verurteilt. 2019 attackierte er erneut einen Mitgefangenen der Justizanstalt Stein und wurde 2020 wegen versuchten Mordes schuldig gesprochen.[14]

- In der Nacht vom 9. auf den 10. Oktober 2020 gelang es drei Häftlingen (19, 21 und 26 Jahre alt), durch ein selbst verursachtes, 30 mal 30 Zentimeter großes Loch in der Außenwand des gemeinsamen Haftraums zu entkommen; mit Hilfe von zusammengeknoteten Leintüchern seilten sie sich aus zwölf Metern Höhe in den Innenhof ab. Anschließend überwanden sie zunächst den Vorfeldzaun, wobei automatisch Alarm ausgelöst wurde, als auch die Außenmauer der Haftanstalt. Durch den ausgelösten Alarm konnten die drei Männer innerhalb weniger Minuten nach dem Ausbruch von Streifen der Bundespolizei wieder aufgegriffen und in die Justizanstalt zurückgebracht werden.[15]

## Organisation

### Außenstelle Maria Lankowitz
Zur Durchführung des gelockerten Strafvollzugs steht der Justizanstalt Graz-Karlau eine Außenstelle in Maria Lankowitz (40 km westlich) mit insgesamt 52 Haftplätzen in Wohngruppen zur Verfügung. Ziel dieses Vollzugs ist die Erhaltung der bereits vorhandenen Fähigkeiten zur Bewältigung des Lebensalltags bzw. das Erlernen dieser. In der Anstaltsgärtnerei wird Saisongemüse für den Eigenbedarf produziert. Eine der ältesten Biogasanlagen Österreichs versorgt Lankowitz mit Methangas, mit welchem ein Großteil des thermischen Energiebedarfs der Außenstelle gedeckt wird.
Justizminister Dieter Böhmdorfer plante 2003 einige Außenstellen der Justizanstalten zu schließen, darunter auch Maria Lankowitz, die Pläne wurden aber nicht umgesetzt.

### Freigängerhaus
In Hinblick auf den gelockerten Strafvollzug steht der JA Graz-Karlau ein der Anstalt vorgelagertes Freigängerhaus mit einer Belagsfähigkeit für 20 Insassen zur Verfügung.
Auf insgesamt drei Etagen sind Wohneinheiten vorhanden; so gibt es sechs Einzelzimmer, sieben Zweibettzimmer und drei große Aufenthaltsräume. Alle im Freigängerhaus einquartierten Gefangenen arbeiten bei Privatfirmen außerhalb der Anstalt.

### Formen der Haft
In den Unterkünften, bestehend aus 260 Einzel- und Gemeinschaftshafträumen, können 470 Insassen untergebracht werden. Die Arten der Vollzugsformen reichen vom Normalvollzug mit Sicherheitsabstufungen, über den Maßnahmenvollzug an geistig abnormen Rechtsbrechern, an Strafgefangenen, die sich wegen psychischer Besonderheiten nicht für den allgemeinen Strafvollzug eignen, den Erstvollzug, den gelockerten Strafvollzug bis letztlich den Entlassungsvollzug.

### Bildungs- und Arbeitsmöglichkeiten
Die Justizanstalt Graz-Karlau führt eine eigene Berufsschule mit zehn Lehrern. Insassen können in neun Lehrberufen ausgebildet werden: Kfz-Mechaniker, Metallbearbeitungstechniker, Tischler, Schuhmacher, Elektriker, Installateur, Koch/Restaurantfachmann, Maurer und Maler/Anstreicher.
Rund 85 % der Häftlinge haben die Möglichkeit zur Arbeit in den anstaltseigenen Betrieben wie Anstalts- oder Beamtenküche, Bäckerei, Baubetrieb, Bibliothek, EDV-Betrieb, Buchbinderei, Elektro- oder Kfz-Werkstätte, Fleischerei, Gärtnerei, Kunst- oder Installationsbetrieb, Malerei, Schlosserei, Schuhmacherei, Wäscherei oder in einer der vier Unternehmerbetriebe.